# پردیس سینمایی سیمرغ
پردیس سینمایی سیمرغ یک سینما در شهر مشهد، ایران است. این سینما که اولین پردیس سینمایی ایران محسوب می‌شود در سال ۱۳۷۷ تأسیس شده و دارای پنج سالن نمایش با ظرفیت مجموع ۱۲۰۰ صندلی می‌باشد.
این پردیس سینمایی که در میدان مادر مشهد قرار دارد در سال ۱۳۹۴ مورد بازسازی و نوسازی قرار گرفته‌است.
این پردیس سینمایی در تاریخ ۶ تیر ۱۳۹۶ با هزینه ای بالغ بر ۱۰ میلیارد ریال توسط بخش خصوصی بازسازی شد. پنج سالن سینما در پردیس سینمایی سیمرغ با ظرفیت ۱۲۶۴ صندلی مشغول فعالیت هستند که در آنها از کیفیت صوت و تصویر مطابق با استانداردهای جهانی استفاده شده است.
دارای ۵ سالن ، ۳ سالن vip اولین و بزرگترین مجموعه سینمایی ایران ، سیستم پخش دیجیتال ، رزرو آنلاین  بلیت ، سیستم پخش پروژکتورهای ال ای دی پاناسونیک و سیستم صوتی دالبی سروند.